# Buzenval (Métro Paris)

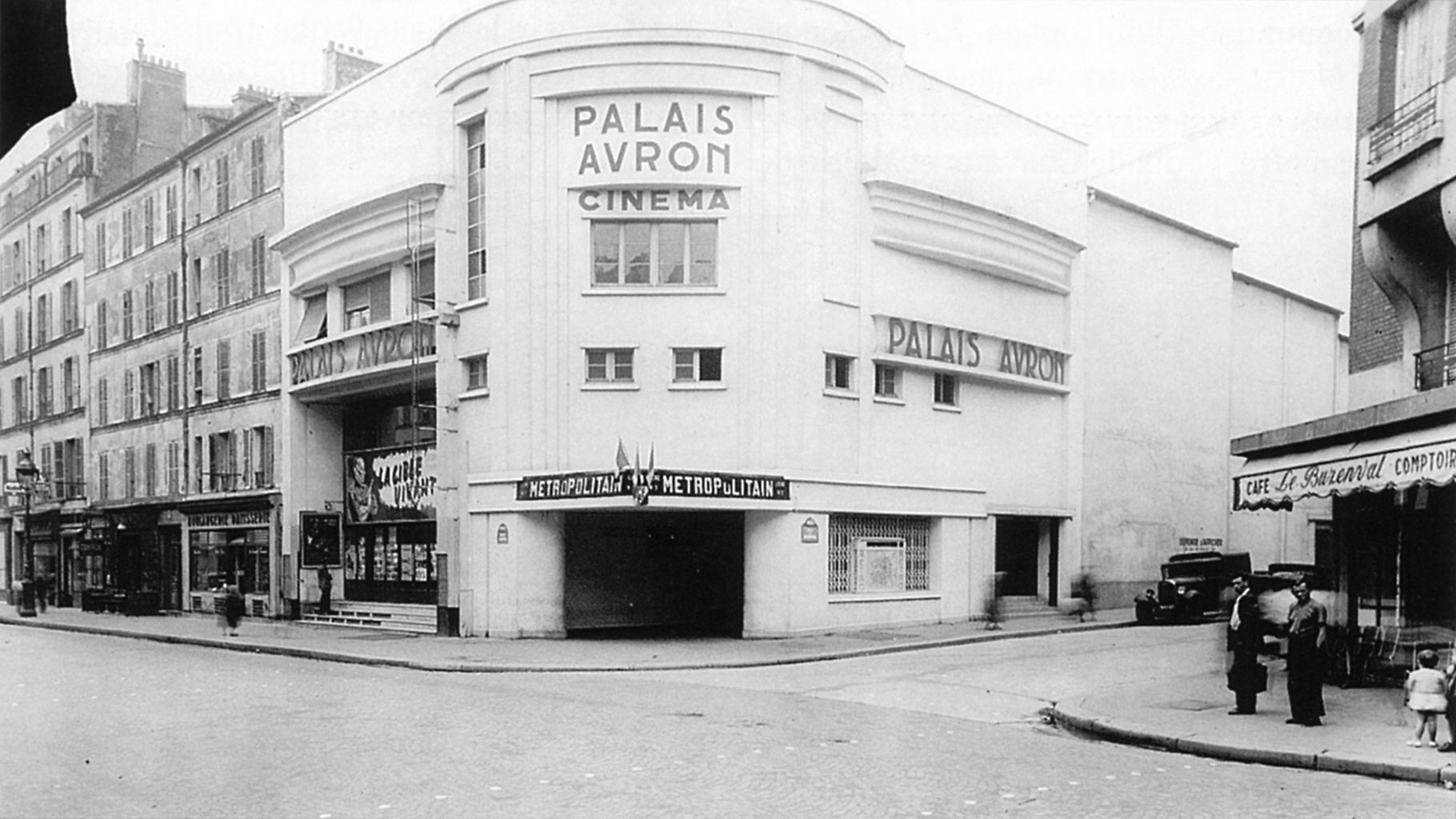
Gebäude des Kinos Palais Avron mit dem Zugang zur Station in den 1930er Jahren

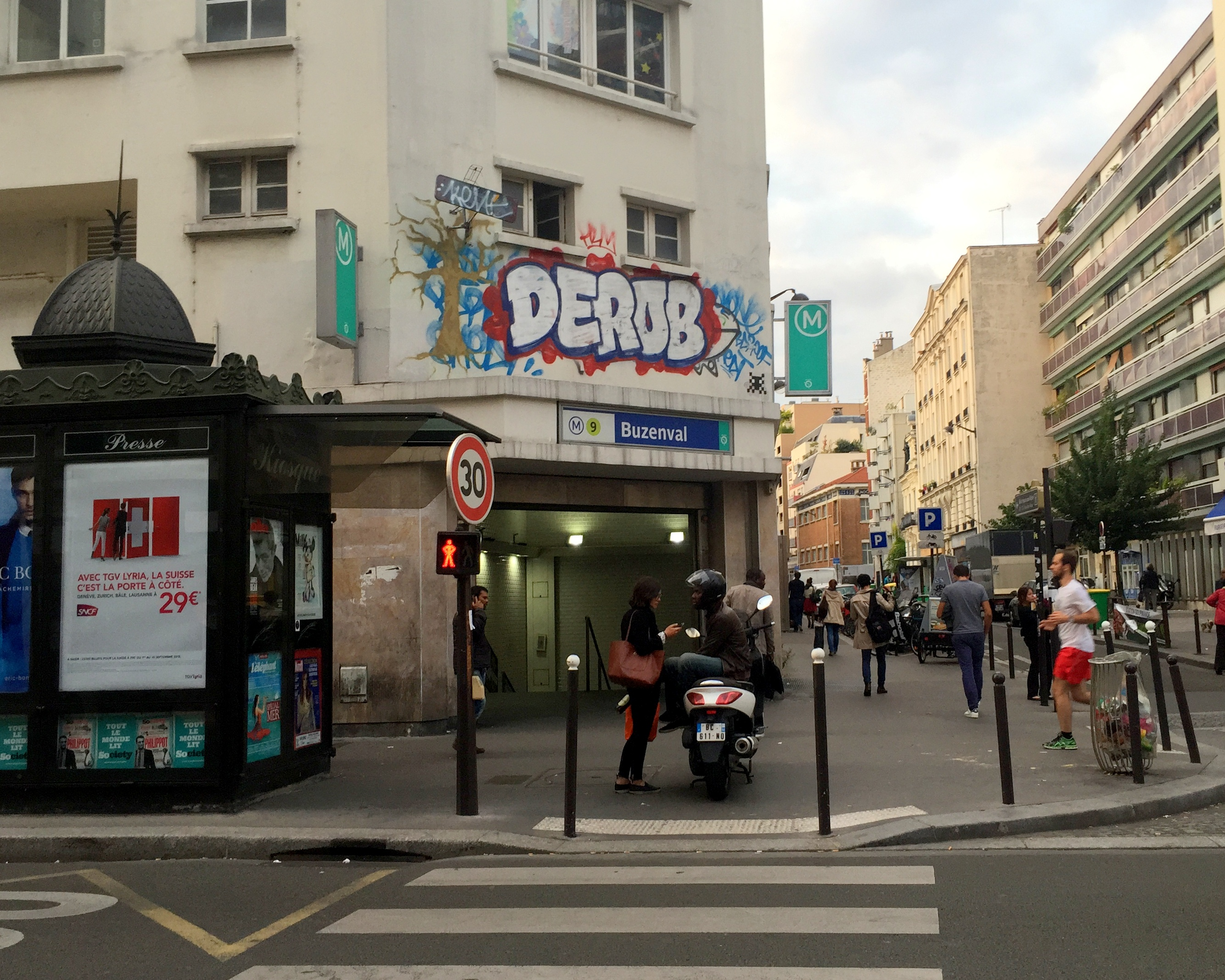
Zugang im Jahr 2015

Der U-Bahnhof Buzenval ist eine unterirdische Station der Linie 9 der Pariser Métro.

## Lage
Die Station befindet sich im Quartier de Charonne des 20. Arrondissements von Paris. Sie liegt längs unter der Rue d’Avron östlich der kreuzenden Rue de Buzenval.

## Name
Benannt ist die Station nach der Rue de Buzenval. Bei Buzenval, einem ehemaligen Weiler nahe Suresnes westlich von Paris, kämpften am 19. Januar 1871 in der Schlacht bei Buzenval die französischen Verteidiger gegen die preußischen Truppen.

## Geschichte und Beschreibung
Die Station wurde am 10. Dezember 1933 in Betrieb genommen, als die Linie 9 um 6430 m von Richelieu – Drouot bis Porte de Montreuil verlängert wurde. Sie hat zwei Seitenbahnsteige an zwei Streckengleisen und wurde mit einer Länge von 105 m errichtet. Der Querschnitt ist ellipsenförmig, Decke und Wände sind weiß gefliest.
Der Zugang liegt in einem Gebäude, das zum Zeitpunkt des Baus der Station als Kino errichtet wurde und heute einen Supermarkt beherbergt. Westlich der o. g. Kreuzung existiert an der Rue d’Avron ein weiterer Ausgang mit einer Rolltreppe.

## Fahrzeuge
Die Linie 9 wird mit konventionellen Fahrzeugen betrieben, die auf Stahlschienen verkehren. Zunächst verkehrten Züge der Bauart Sprague-Thomson, die dort ihr letztes Einsatzgebiet hatten. 1983 kam die Baureihe MF 67 auf die Strecke. Seit Oktober 2013 kam zunehmend die Baureihe MF 01 zum Einsatz, am 14. Dezember 2016 verkehrte der letzte MF-67-Zug auf der Linie 9.